# 赵贵文
赵贵文（1921年—），女，满族，吉林伊通人，中国分析化学家、稀土化学家、教育家，曾任中国科学技术大学教授，博士生导师。